# پرچم جنوبگان

پرچم دبیرخانه پیمان جنوبگان

جنوبگان تا پیش از سال ۲۰۰۲ دارای هیچ پرچمی نبود. در این سال اعضای مشاور سیستم پیمان جنوبگان رسماً یک پرچم و نماد برای جنوبگان معرفی کردند که هم‌اکنون نماد رسمی این قاره است. چندین طرح غیررسمی نیز تاکنون ارائه شده‌است.

## طرح‌های پیشنهادی

طرح گراهام بارتام (در ابعاد ۲:۳)

برای پرچم جنوبگان منابع متعددی طرح‌های مختلفی را ارائه داده‌اند، از جمله یکی توسط گراهام بارتام و دیگری توسط ویتنی اسمیت.

## پرچم‌های منطقه‌ای
کشورهای پیمان جنوبگان از پرچم‌های ملی خود در پایگاه‌های تحقیقاتی قطب جنوب استفاده می‌کنند. اما برخی از ملل پرچم‌های خاصی را برای متصرفات جنوبگانی خود دارند.

پرچم قلمرو جنوبگان بریتانیا
پرچم سرزمین‌های جنوبی و جنوبگانی فرانسه
پرچم جنوبگان آرژانتین
پرچم استان جنوبگان شیلی
پرچم قلمرو راس نیوزیلند